# Václav Senický
Václav Senický (21. srpna 1953) byl český fotbalista, obránce a záložník. Po skončení aktivní kariéry působil v Teplicích jako trenér.

## Fotbalová kariéra
V československé lize hrál za TJ Sklo Union Teplice a Duklu Praha. Nastoupil ve 118 ligových utkáních a dal 4 góly. V Poháru UEFA nastoupil v 1 utkání. Za dorosteneckou reprezentaci nastoupil v 17 utkáních a dal 3 góly, za juniorskou reprezentaci nastoupil ve 4 utkáních. V nižších soutěžích hrál i za TJ VTŽ Chomutov.

## Ligová bilance
| Ročník                                   | Zápasy | Góly | Klub                  |
| ---------------------------------------- | ------ | ---- | --------------------- |
| 1. československá fotbalová liga 1971/72 | 10     | 0    | TJ Sklo Union Teplice |
| 1. československá fotbalová liga 1972/73 | 3      | 0    | Dukla Praha           |
| 1. československá fotbalová liga 1972/73 | 8      | 0    | TJ Sklo Union Teplice |
| 1. československá fotbalová liga 1973/74 | 3      | 0    | TJ Sklo Union Teplice |
| 1. československá fotbalová liga 1975/76 | 18     | 1    | TJ Sklo Union Teplice |
| 1. československá fotbalová liga 1976/77 | 21     | 2    | TJ Sklo Union Teplice |
| 1. československá fotbalová liga 1977/78 | 28     | 1    | TJ Sklo Union Teplice |
| 1. československá fotbalová liga 1978/79 | 27     | 0    | TJ Sklo Union Teplice |
| CELKEM                                   | 118    | 4    |                       |